# The Raiders (film 1921)
The Raiders è un film muto del 1921 diretto da Nate Watt. Ambientato nel Nord-Ovest, di genere western, aveva come interprete Franklyn Farnum, Claire Windsor, Bud Osborne, Vester Pegg. La sceneggiatura di William E. Wing si basa sul racconto The Whiskey Runners di Bertrand W. Sinclair di cui non si conosce la data di pubblicazione.

## Trama
Sulle tracce di una banda di contrabbandieri di whisky, i due agenti della polizia a cavallo Fitzgerald e Herrick insieme a Uncas, la loro guida indiana, giungono alla fattoria di 'Big' Moore. La figlia di questi, Honey, si sente attratta da Fitzgerald e per lui trascura Bob Thiele, con il quale è cresciuta e che è innamorato di lei fin da quando erano bambini, provocando il suo risentimento. Le due giubbe rosse, proseguendo nelle loro ricerche, trovano il nascondiglio dei trafficanti riuscendo a snidarli dalla loro tana. La missione sembra compiuta ma Herrick viene ucciso da una fucilata sparata in realtà contro Fitzgerald. Le prove trovate da Uncas sembrano indicare come assassino il fratello di Honey, Dave. Ma poi si scopre che a sparare è stato Thiele, capo della banda di trafficanti. Lui e Fitzgerald hanno uno scontro dal quale esce vincitore il fuorilegge che, dopo avere atterrato il poliziotto, sta per sparargli. Ma, nella tempesta, viene colpito da un fulmine. Portata a termine la missione, Fitzgerald torna poi alla fattoria per riprendersi Honey e portarla via con lui.

## Produzione
Il film fu prodotto dalla Canyon Pictures Corporation e William N. Selig Productions.

## Distribuzione
Il copyright del film, richiesto dalla William N. Selig Productions, fu registrato il 14 maggio 1921 con il numero LU16500.

Distribuito dalla Aywon Film, il film uscì nelle sale statunitensi nel maggio 1921.
Non si conoscono copie ancora esistenti della pellicola che viene considerata presumibilmente perduta.